# Districte de Büren
El districte de Büren és un dels 26 districtes del Cantó de Berna (Suïssa), té 45783 habitants (cens de 2007) i una superfície de 88 km². El cap del districte és Büren an der Aare està format per 14 municipis. Es tracta d'un districte amb l'alemany com a llengua oficial.

## Municipis
| Nom del municipi    | Habitants (31. Dez. 2007) | Superfície en km² |
| ------------------- | ------------------------- | ----------------- |
| Arch                | 1563                      | 6.4               |
| Büetigen            | 803                       | 3.6               |
| Büren an der Aare   | 3206                      | 12.7              |
| Busswil bei Büren   | 1949                      | 3.1               |
| Diessbach bei Büren | 854                       | 6.3               |
| Dotzigen            | 1345                      | 4.3               |
| Lengnau             | 4506                      | 7.3               |
| Leuzigen            | 1188                      | 10.3              |
| Meienried           | 50                        | 0.7               |
| Meinisberg          | 1226                      | 4.4               |
| Oberwil bei Büren   | 787                       | 6.7               |
| Pieterlen           | 3321                      | 8.3               |
| Rüti bei Büren      | 818                       | 6.5               |
| Wengi               | 610                       | 7.1               |
| Total (14)          | 22'226                    | 87.7              |